# سیارک ۱۷۴۴۶
سیارک ۱۷۴۴۶ (به انگلیسی: 17446 Mopaku، نامگذاری:1990BC2) هفده هزار و چهارصد و چهل و ششمین سیارک کشف شده‌است که در ۲۳ ژانویه ۱۹۹۰ کشف شد.
قدر مطلق سیارک برابر ۲۴.۵ است.